# Vevi

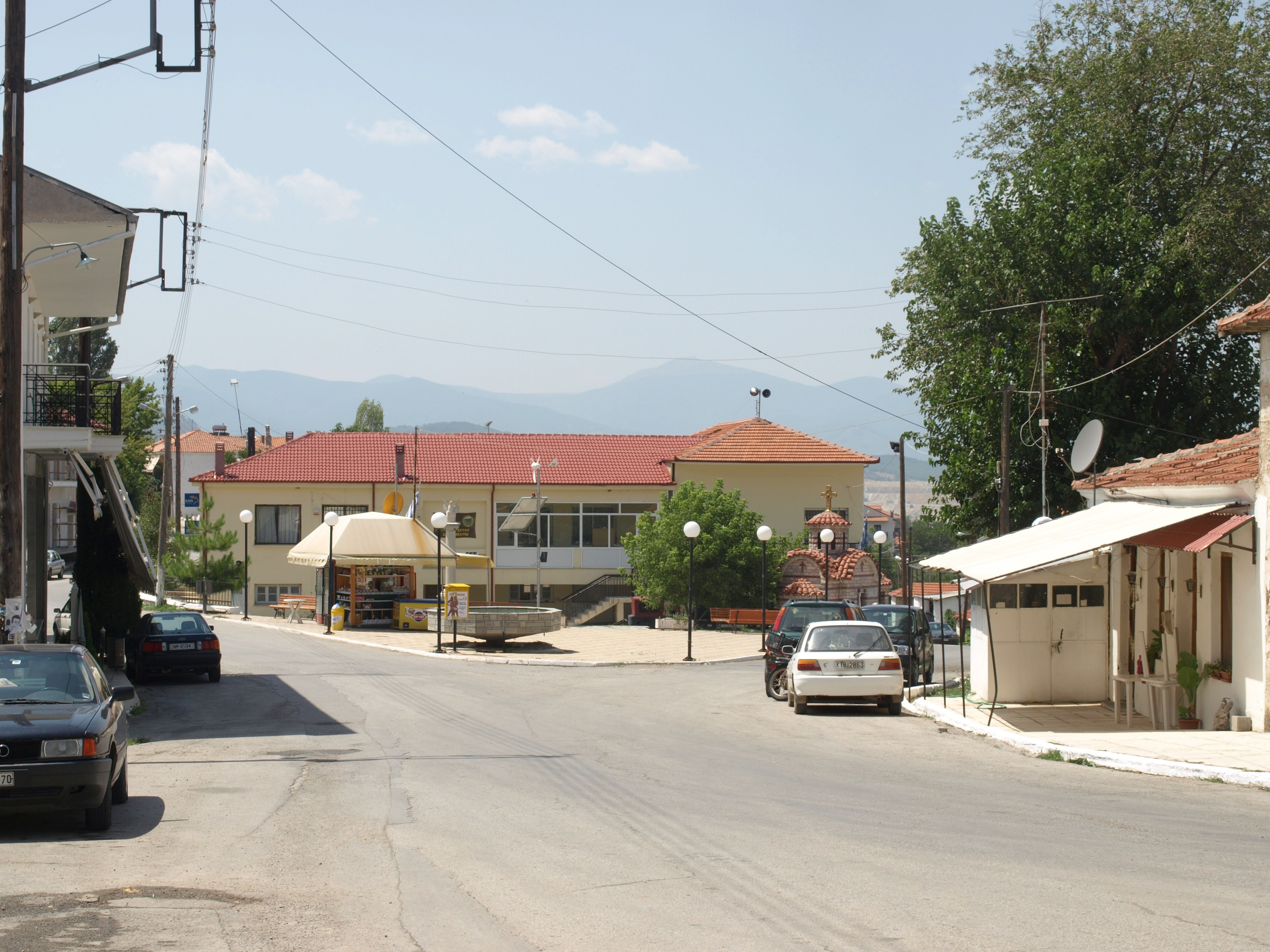
Centrala Vevi.

Vevi, ibland Veve (grekiska: Βεύη, makedonsk slaviska och bulgariska: Баница, Banica eller Banitsa) är en by med 684 invånare (2001) belägen i kommunen Meliti i prefekturen Florina, Makedonien, Grekland. Byn passeras av två nationella vägar som leder till Thessaloniki, Florina, Amýntaio och Kozani. Dessutom har man en järnvägsstation på linjen mellan Florina och Thessaloniki.